# The National Anthem (brano musicale)
The National Anthem è la terza traccia dell'album della rock band inglese Radiohead Kid A, pubblicato nel 2000. Si basa esclusivamente su un riff ripetitivo di basso e il suo stile si differenzia da quello delle altre canzoni del disco per la sua forte inclinazione al jazz.

## Registrazione
Si ritiene che The National Anthem sia stata provata in numerose sessioni di registrazione fatte tra il 1994 e il 1997, nel periodo di lavorazione per OK Computer e che sia stata pensata come b-side per uno dei singoli dell'album. Venne però accantonata perché, come affermò il membro del gruppo Colin Greenwood, era "troppo bella per essere utilizzata come lato B di uno dei singoli di OK Computer".
Composta da Thom Yorke e Jonny Greenwood, i due in studio decisero di guidare gli altri musicisti nell'esecuzione, ma si crearono numerosi problemi. Yorke infatti mancava di una corretta formazione musicale. Egli dichiarò in un'intervista, "Lo scherzo che facevamo quando eravamo negli studi era 'Just blow, just blow, just blow, just blow'!" riferendosi alla caotica sezione dei fiati, composta da assoli e melodie inventate da ogni singolo esecutore.
Il cantante eseguì anche il riff di basso, che compose all'età di sedici anni.

## Stile
La sezione fiati presente nel pezzo è fortemente influenzata dal free jazz e, più nello specifico, dal jazzista e compositore Charles Mingus, (che creò una sorta di paesaggio sonoro dominato dal caos) e venne descritta da un critico come "una banda di ottoni in marcia in un muro di mattoni ".
Nella composizione figura anche un Onde Martenot, suonato da Jonny Greenwood, uno dei primi strumenti elettronici che venne ampiamente utilizzato in Kid A e negli album successivi. Anche in questo caso il gruppo fu ispirato da un esecutore, ovvero Olivier Messiaen.

## Esecuzioni dal vivo
The National Anthem fu la canzone di apertura di tutti i concerti dei Radiohead del periodo 2000-2001 e anche quindi del disco live I Might Be Wrong - Live Recordings. Fu uno dei brani più eseguiti di Kid A negli anni 2000, ma con il tempo venne lentamente accantonata per lasciare spazio ad altri pezzi.
La composizione inizia sul palco con i membri della band che cambiano varie emittenti radiofoniche per poi mescolarle con lo statico riff di basso. Esso è di norma suonato da Colin Greenwood, che per creare effetti di distorsione ancora più acuti, si serve del supporto di un Lovetone Big Cheese Archiviato l'11 maggio 2015 in Internet Archive..
Anche l'Ondes Martenot è udibile nelle esecuzioni live grazie all'ausilio del chitarrista addizionale Ed O'Brien. L'unica differenza dalla versione dell'album è la mancanza della sezione dei fiati, rimpiazzata da un assolo "stop-start" di chitarra elettrica fatto da Yorke.
Gli unici live in cui sono presenti anche gli ottoni sono: quello fatto a New York nel 2000; quello tenutosi a Londra nel 2001 per il programma della BBC "Later with Jools Holland"; quello eseguito a Parigi nello stesso anno e quello a The Colbert Report del 2011.

## Cover
- The National Anthem fu re-interpretato dal duo di shamisen giapponese Yoshida Brothers per il loro album Prism.
- Meshell Ndegeocello incise una sua versione della canzone per il tributo Exit Music: Songs with Radio Heads.
- Mr Russia fece una sua versione del brano per il disco-tributo Every Machine Makes A Mistake : A Tribute To Radiohead (FTC Records).
- Lupe Fiasco campionò il pezzo per il suo mixtape Enemy Of The State: A Love Story.
- Ayurveda suonò spesso una sua cover di National Anthem nei suoi concerti.
- Umphrey's McGee eseguirono la canzone al capodanno del 2010.
- The Jazz Passengers pubblicarono una loro cover nel loro ultimo album Reunited.

## Formazione
Radiohead
- Colin Greenwood: basso (live)
- Jonny Greenwood: Ondes Martenot, tastiera, arrangiamenti, Radio FM (live)
- Ed O'Brien: chitarra
- Thom Yorke: voce, basso, arrangiamenti
- Phil Selway: batteria

Musicisti ausiliari
- Henry Binns: campionamenti
- Andy Bush: tromba
- Andy Hamilton: sassofono tenore
- Mark Lockheart: sassofono tenore
- Steve Hamilton: sassofono alto
- Martin Hathaway: sassofono alto
- Stan Harrison: sassofono baritono
- Liam Kerkman: trombone tenore
- Mike Kersey: trombone basso